# Трухлов, Михаил Валентинович
Михаил Валентинович Трухлов (13 октября 1969, Рыбинск, Ярославская область, СССР) — советский и российский футболист. Играл на позиции нападающего.

## Карьера
Воспитанник клуба КФК «Полиграфист» Андропов, в котором и начинал карьеру. В 1989 году выступал за рыбинскую «Призму». В 1990 перешёл в «Вымпел». После распада СССР клуб получил профессиональный статус и взял старт во второй лиге. В 1995 году Трухлов перешёл в камышинский «Текстильщик», за который в высшей лиге дебютировал 8 апреля 1995 года в домашнем матче 2-го тура против московского «Спартака». Выйдя с первых минут, он на 55-й минуте отправил мяч в ворота Руслана Нигматуллина, на 88-й минуте встречи уступил место на поле Сергею Полстянову. В 1997 году перешёл в тульский «Арсенал». В 1999 году играл за ставропольское «Динамо». Далее выступал за любительский клуб «СКА-Звезда» Рыбинск. В 2001 году играл за «Рыбинск». В 2003 году завершил карьеру в клубе «Дон» Новомосковск, после чего играл за любительский клуб «Рыбинск». По состоянию на октябрь 2017 года живёт в Рыбинске, приглашается на различные ветеранские турниры.